# Сканстулльсбрун
59°18′12″ пн. ш. 18°04′45″ сх. д. / 59.30333333° пн. ш. 18.07916667° сх. д.
Сканстулльсбрун (швед. Skanstullsbron) — міст у центрі Стокгольма, Швеція. 
Міст є доповненням до Скансбруну — сполучає острів Седермальм з південним районом Йоганнесгов.
Першу пропозицію верхнього мосту, через канал Гаммарбюканален, було запропоновано в 1921 році, до того, як в 1923 році почалися роботи на нижньому мосту Скансбрун. 
Цей проект мосту був найкращим для вирішення зростаючого транспортного навантаження на цей район в 1920-х і 1930-х роках, затверджено міською радою в 1939 році. 
Друга світова війна призвела до нестачі як фінансів, так і матеріалів, але роботи були розпочаті в 1944 році, а новий міст було відкрито в 1947 році 

Сканстуллсбрун — бетонний подвійний віадук, з одним мостом для транспортних засобів і пішоходів, а другий — для метро. 
Його загальна довжина становить 574 м, з яких 403 м складаються з 16 прольотів південного балкового мосту. 
Три центральні прольоти довжиною 118, 112 та 106 м забезпечують максимальний кліренс 32 м та панорамний вид на навколишнє місто. 